# 陸奧新脊介
陸奧新脊介（学名：Neonesidea mutsuensis）为土菱介科新脊介屬下的一个种。